# AE Pictoris
AE Pictoris även känd som HD 46792, är en förmörkande dubbelstjärna belägen i den södra delen av stjärnbilden Målaren. Den har en lägsta kombinerad skenbar magnitud av ca 6,14 och är mycket svagt synlig för blotta ögat där ljusföroreningar ej förekommer. Baserat på parallax enligt Gaia Data Release 2 på ca 2,28 mas, beräknas den befinna sig på ett avstånd på ca 1 430 ljusår (430 parsek) från solen. Den rör sig bort från solen med en heliocentrisk radialhastighet på ca 34 km/s.

## Egenskaper
Primärstjärnan AE Pictoris A är en blå till vit stjärna i huvudserien av spektralklass B3 V. Den har en massa som är ca 7 solmassor och utsänder energi från dess fotosfär motsvarande ca 2 570 gånger solen vid en effektiv temperatur av ca 18 700 K.

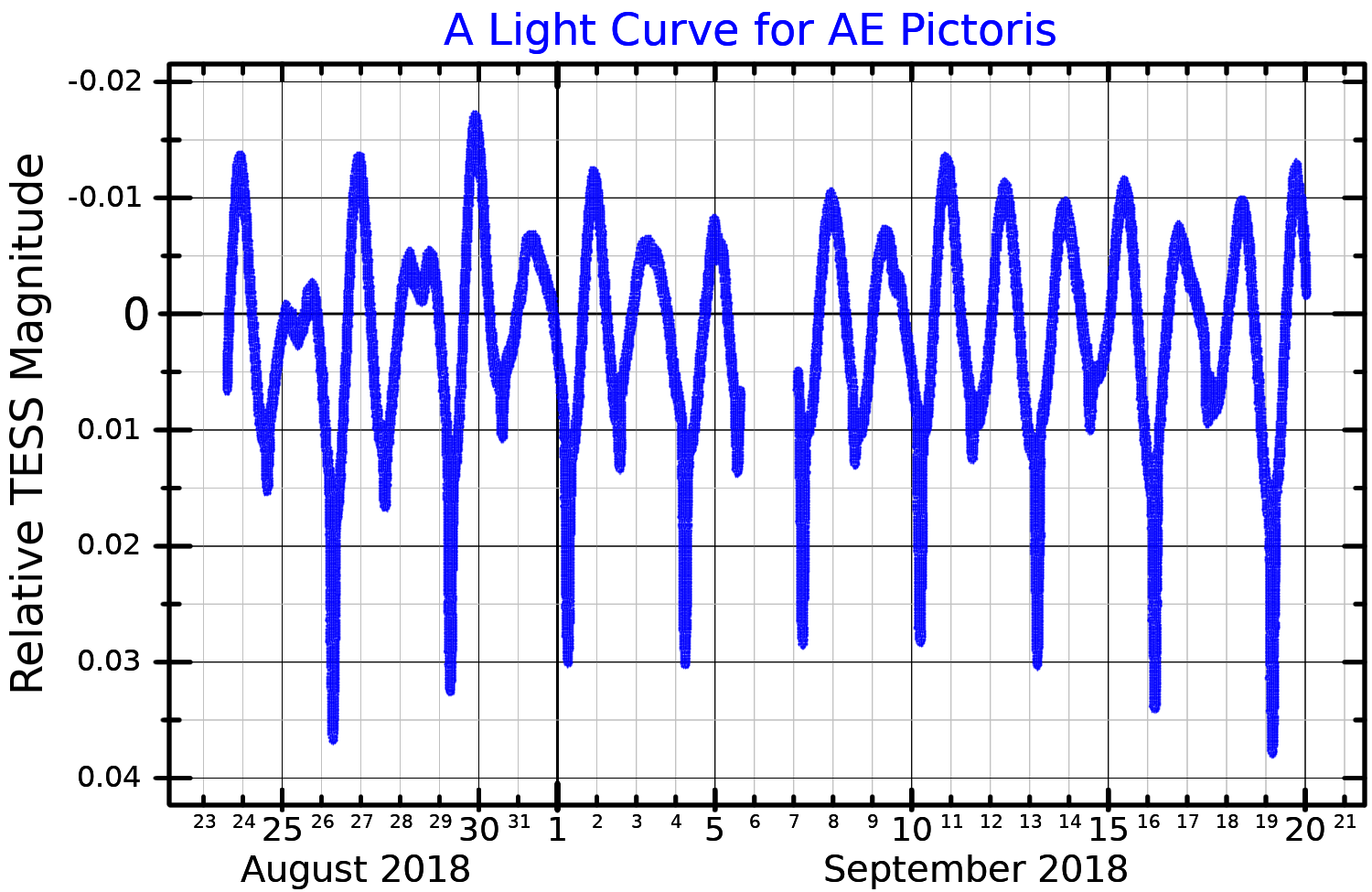
Ljuskurva för AE Pictoris, plottad från Pedersen et al.

AE Pictoris är en enkelsidig spektroskopisk dubbelstjärna med en omloppsperiod på 2,97 dygn och en excentricitet på 0,10. Minsta värdet för den halva storaxeln för paret är 4,8  Gm (6,9 solradier). Den klassas som en sannolik förmörkelsevariabel, men med viss osäkerhet angående den specifika typen. Den är en kandidat som flyktstjärna och har en ovanlig egenrörelse på 24.9 ± 4,9 km/s i förhållande till dess grannar.